# NGC 2875
NGC 2875 is een sterassociatie in het sterrenstelsel NGC 2874 in het sterrenbeeld Leeuw. Het hemelobject werd op 7 maart 1874 ontdekt door de Ierse astronoom Lawrence Parsons.